# Raymond Flacher
Raymond Flacher (24 ottobre 1903 – 4 settembre 1969) è stato uno schermidore francese, vincitore di una medaglia d'argento nella scherma ai giochi olimpici.